# Тројно правило
Тројно правило (енгл. The Rule of Three) је трострука мистерија убиства у једном чину британске књижевнице Агате Кристи (енгл. Agatha Christie) објављена 1. јануара 1962.

## Историјат
Објављена је 1. јануара 1962. у издаваштву Samuel French, а илустровано издање 22. јануара 2014.

## О књизи
Књига садржи три кратке приче:
- Поподне на мору – прати детектива који у мору покушава да пронађе непроцењиву смарагдну огрлицу и кривца који ју је украо,
- Пацови – прати један пар љубавника који су намамљени и заробљени у стану и подметнути за убиство,
- Пацијент – прати жену која је хоспитализована након што је наизглед пала са балкона.